# Cerianthus valdiviae
Espèce
Cerianthus valdiviae est une espèce de la famille des Cerianthidae.

## Systématique
Le nom valide complet (avec auteur) de ce taxon est Cerianthus valdiviae Carlgren, 1912.

## Publication originale
- Carlgren, O. (1912). Ceriantharia. Danish Ingolf-Expedition. 5(3): 1-79.